# Rio Oelemari
Rio Oelemari é um rio do Suriname.
O rio Oelemari deságua no rio Litani, que é um afluente do rio Marowijne. O rio tem sua nascente na região de Oranjegebergte, que por sua vez é uma subdivisão das montanhas deTumuk Humak.
A área foi explorada por europeus pela primeira vez por A. Franssen Herderschee em 1903, sendo uma area do tribo indígena Ojarikoelé, também conhecida como Wajarikoele.